# Samtgemeinde Wesendorf
La Samtgemeinde Wesendorf est une Samtgemeinde, c'est-à-dire une forme d'intercommunalité de Basse-Saxe, de l'arrondissement de Gifhorn, au nord de l'Allemagne. Elle regroupe six municipalités.